# Zitsa
Zitsa (in greco Ζίτσα?) è un comune della Grecia situato nella periferia dell'Epiro (unità periferica di Giannina) con 14 923 abitanti secondo i dati del censimento 2001.
A seguito della riforma amministrativa detta Programma Callicrate in vigore dal gennaio 2011 che ha abolito le prefetture e accorpato numerosi comuni, la superficie del comune è ora di 566 km² e la popolazione è passata da 2 200 a 14 923 abitanti.